# نوروز (فیلم ۱۴۰۲)
نوروز فیلم ایرانی به کارگردانی سهیل موفق و نویسندگی حمزه صالحی و تهیه کنندگی محمدرضا نادری محصول سال ۱۴۰۲ است. این فیلم در بخش سودای سیمرغ چهل و دومین دوره جشنواره فجر حضور دارد. این اثر اولین فیلمی در تاریخ سینمای ایران است که با فرم و ساختاری رئالیسم جادویی دربارهٔ نوروز، آیین و رسوم، افسانه‌ها و اساطیر نوروزی ساخته شده است.

## داستان فیلم
نوروز در راه است، اما اهریمن در کمین است تا نوروز و بهار را از بین ببرد. عمو نوروز در مسیر کلبه ننه سرما و جستجوی حاجی فیروز دچار سانحه می‌شود و طوفانی بزرگ آغاز می‌گردد.